# Lista de países que possuem fronteiras terrestres com apenas um país
Esta é uma lista de países soberanos que fazem fronteira com apenas um país, sendo contadas apenas fronteiras terrestres. Alguns destes países podem ser considerados como tendo vários vizinhos "por mar". Como exemplo, a Dinamarca que possui "fronteiras" com a Suécia e a Noruega por mar, e o Canadá que tem fronteiras marítimas com a Dinamarca (entre a ilha de Baffin e a Gronelândia) e França (entre a Terra Nova e o território de Saint-Pierre e Miquelon). Outros países só fazem fronteira com outro país por mar.
Território arrendados ou cedidos por um país para outro para uso perpétuo, mas não possuem soberania, como a Base Naval da Baía de Guantánamo, em Cuba, ou memoriais, como o Cemitério Americano na França, não constituem verdadeiras fronteiras territoriais, porque o território ocupado permanece formalmente parte do país sede.

## Países que fazem fronteira somente com um país
| País                         | Vizinho                      | Extensão da fronteira (km) | Notas |
| ---------------------------- | ---------------------------- | -------------------------- | --- |
| Brunei                       | Malásia                      | 381                        | Faz fronteira com o estado malaio de Sarawak, na ilha de Bornéu. |
| Canadá                       | Estados Unidos               | 8,893                      | A fronteira ao redor da área da Ilha Hans entre o Canadá e a Groenlândia (território dependente dinamarquês) é disputada e indefinida. O Canadá também compartilha uma fronteira marítima com Saint Pierre e Miquelon, um território dependente francês. |
| Dinamarca                    | Alemanha                     | 68                         | A Dinamarca está ligada a Suécia através da ponte de Øresund. A fronteira ao redor da área da Ilha Hans entre o Canadá e a Groenlândia (território dependente dinamarquês) é disputada e indefinida. |
| República Dominicana · Haiti | Haiti · República Dominicana | 360                        | Na ilha de Hispaniola. |
| Gambia                       | Senegal                      | 740                        | A República da Gâmbia é limitada a norte, sul e leste pelo Senegal. |
| Reino Unido · Irlanda        | Irlanda · Reino Unido        | 360                        | A República da Irlanda faz fronteira com o Reino Unido pela ilha da Irlanda. O Reino Unido também está ligado à França através do Canal da Mancha. O Reino Unido possui soberania nas áreas das bases de Acrotíri e Deceleia que partilham fronteiras com Chipre. Gibraltar, um território ultramarino do Reino Unido, compartilha uma fronteira com a Espanha. |
| Lesoto                       | África do Sul                | 909                        | Lesoto é um enclave inteiramente cercado pela África do Sul. |
| Mônaco                       | França                       | 4.4                        | Monaco está cercado pelos três lados pela França, a última faz fronteira com o Mediterrâneo. |
| Papua Nova Guiné             | Indonésia                    | 820                        | Na ilha de Nova Guiné. |
| Portugal                     | Espanha                      | 1,214                      | |
| Qatar                        | Arábia Saudita               | 60                         | A prevista Ponte da Amizade Qatar-Bahrein ligaria o Bahrein ao Qatar. |
| San Marino                   | Itália                       | 39                         | San Marino é um enclave completamente cercado pela Itália. |
| Coreia do Sul                | Coreia do Norte              | 238                        | Na Península Coreana pela Linha de Demarcação Militar. Os dois países são separados por uma zona desmilitarizada de 4 km de largura. |
| Timor-Leste                  | Indonésia                    | 228                        | Na ilha de Timor. |
| Vaticano                     | Itália                       | 3.2                        | O Vaticano é um enclave completamente cercado pela Itália. |